# 纽芬兰-拉布拉多省第10区
纽芬兰-拉布拉多省第10区（英語：Census Division No. 10）是加拿大纽芬兰与拉布拉多省，拉布拉多地区唯二的一个人口普查区，另一个普查区是位于该区以北的努纳齐亚福特（纽芬兰-拉布拉多省第11区）。根据2016年加拿大人口普查的数据，普查区的土地面积为199,703，人口数为24,639。欢乐谷-鹅湾和拉布拉多市是该普查区最大的两个城镇。

## 法人代表社区

### 城镇
- 卡特赖特
- 夏洛特顿（英语：Charlottetown (Labrador), Newfoundland and Labrador）
- 福尔托（英语：Forteau, Newfoundland and Labrador）
- 欢乐谷-鹅湾
- 拉布拉多市
- 兰塞奥克莱尔（英语：L'Anse-au-Clair, Newfoundland and Labrador）
- 兰塞奥卢普（英语：L'Anse-au-Loup）
- 玛丽港（英语：Mary's Harbour, Newfoundland and Labrador）
- 西北河（英语：North West River, Newfoundland and Labrador）
- 针具镇（英语：Pinware, Newfoundland and Labrador）
- 霍普·辛普森港（英语：Port Hope Simpson, Newfoundland and Labrador）
- 红湾
- 圣刘易斯（英语：St. Lewis, Newfoundland and Labrador）
- 沃布什（英语：Wabush, Newfoundland and Labrador）
- 西圣莫德斯特（英语：West St. Modeste, Newfoundland and Labrador）